# Aphneope
Aphneope is een kevergeslacht uit de familie van de boktorren (Cerambycidae). De wetenschappelijke naam van het geslacht werd voor het eerst geldig gepubliceerd in 1863 door Pascoe.

## Soorten
Aphneope omvat de volgende soorten:
- Aphneope quadrimaculata Poll, 1892
- Aphneope sericata Pascoe, 1863